# خوثاکپا (بوتان)
خوثاکپا (به لاتین: Khothakpa) یک منطقهٔ مسکونی در بوتان (کشور) است که در Pemagatshel District واقع شده‌است.
 خوثاکپا  ۲۳۸ نفر جمعیت دارد.